# Demi-penny

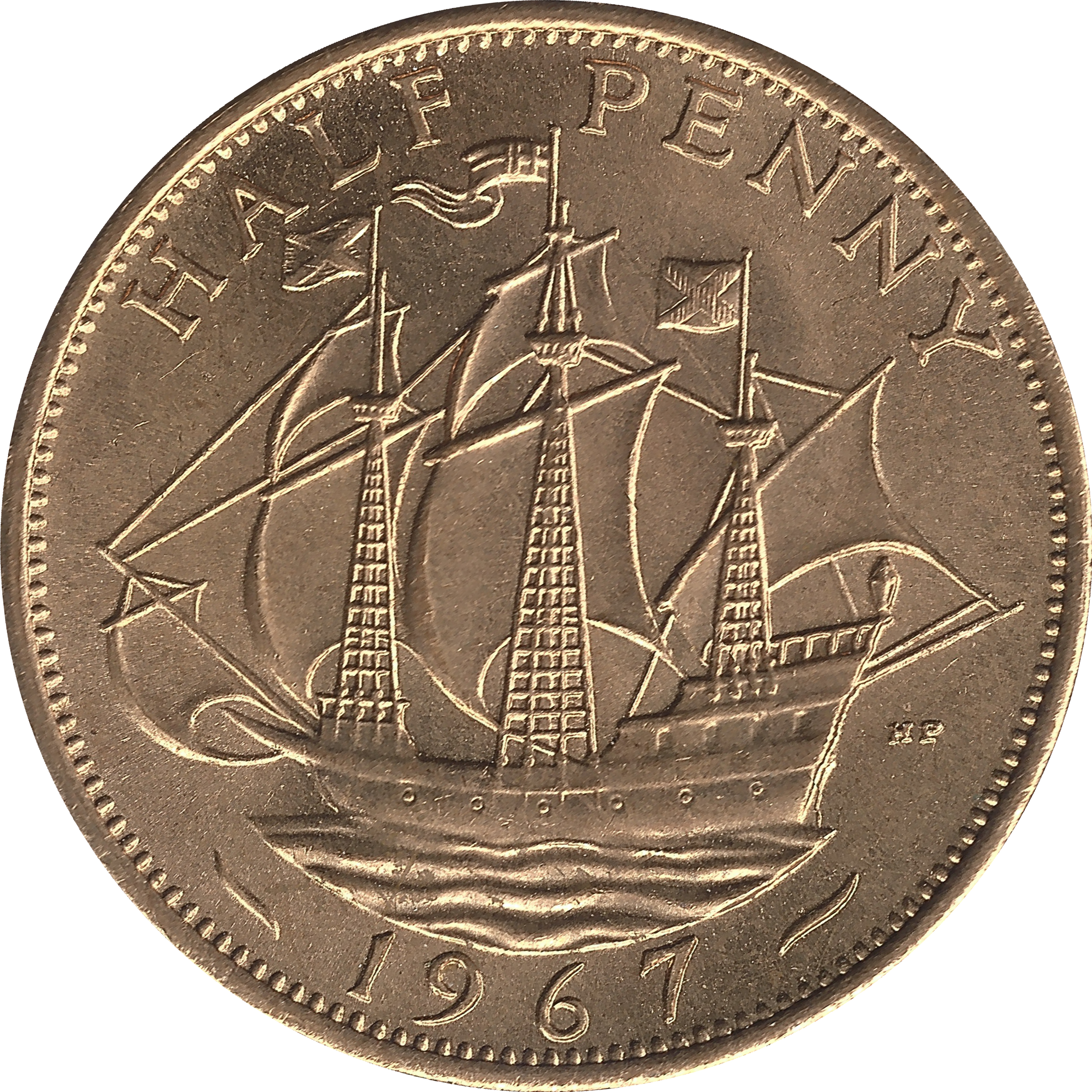
Demi-penny prédécimal de 1967 représentant le Golden Hind

Le demi-penny (halfpenny en anglais) est une subdivision du penny dans les pays où cette monnaie est ou était employée. Elle correspond historiquement à un demi-denier, c'est-à-dire une maille ou une obole.
Au Royaume-Uni, le demi-penny prédécimal (1/480e de livre sterling) a été frappé du Moyen Âge à 1967 puis démonétisé avec la décimalisation de 1971. Le revers représentait un profil de Britannia de 1860 à 1936 puis le galion Golden Hind. Le demi-penny décimal (1/200e de livre) a, lui, été frappé de 1971 à 1984 puis retiré de la circulation du fait de sa faible valeur.